# Werner Meier (Leichtathlet)
Werner Meier (* 31. Mai 1949) ist ein ehemaliger Schweizer Mittel- und Langstreckenläufer.
Bei den Olympischen Spielen 1972 in München schied er über 1500 m im Vorlauf aus. 1975 wurde er über dieselbe Distanz Siebter bei den Leichtathletik-Halleneuropameisterschaften in Kattowitz.
1983 wurde er Dritter beim Berlin-Marathon, 1984 siegte er beim Barcelona-Marathon, und 1986 wurde er Dritter beim Wiener Frühlingsmarathon.
Bei den Crosslauf-Weltmeisterschaften kam er 1977 in Düsseldorf auf Platz 48, 1979 in Limerick auf Platz 165, 1983 in Gateshead auf Platz 199 und 1985 in Lissabon auf Platz 221.
1972 und 1974 wurde er Schweizer Meister über 1500 m, 1979 über 10'000 m, 1981 und 1984 im 25-km-Strassenlauf, 1983 im Marathon und 1975 im Crosslauf.

## Persönliche Bestzeiten
- 1500 m: 3:39,2 min, 30. Juni 1973, Lissabon
- 3000 m: 7:48,8 min, 3. Juli 1975, Oslo
- 5000 m: 13:35,04 min, 1. Juli 1975, Stockholm
- 10'000 m: 29:11,4 min, 19. September 1974, Basel
- Marathon: 2:14:50 h, 18. März 1984, Barcelona